# 제이크 설리번

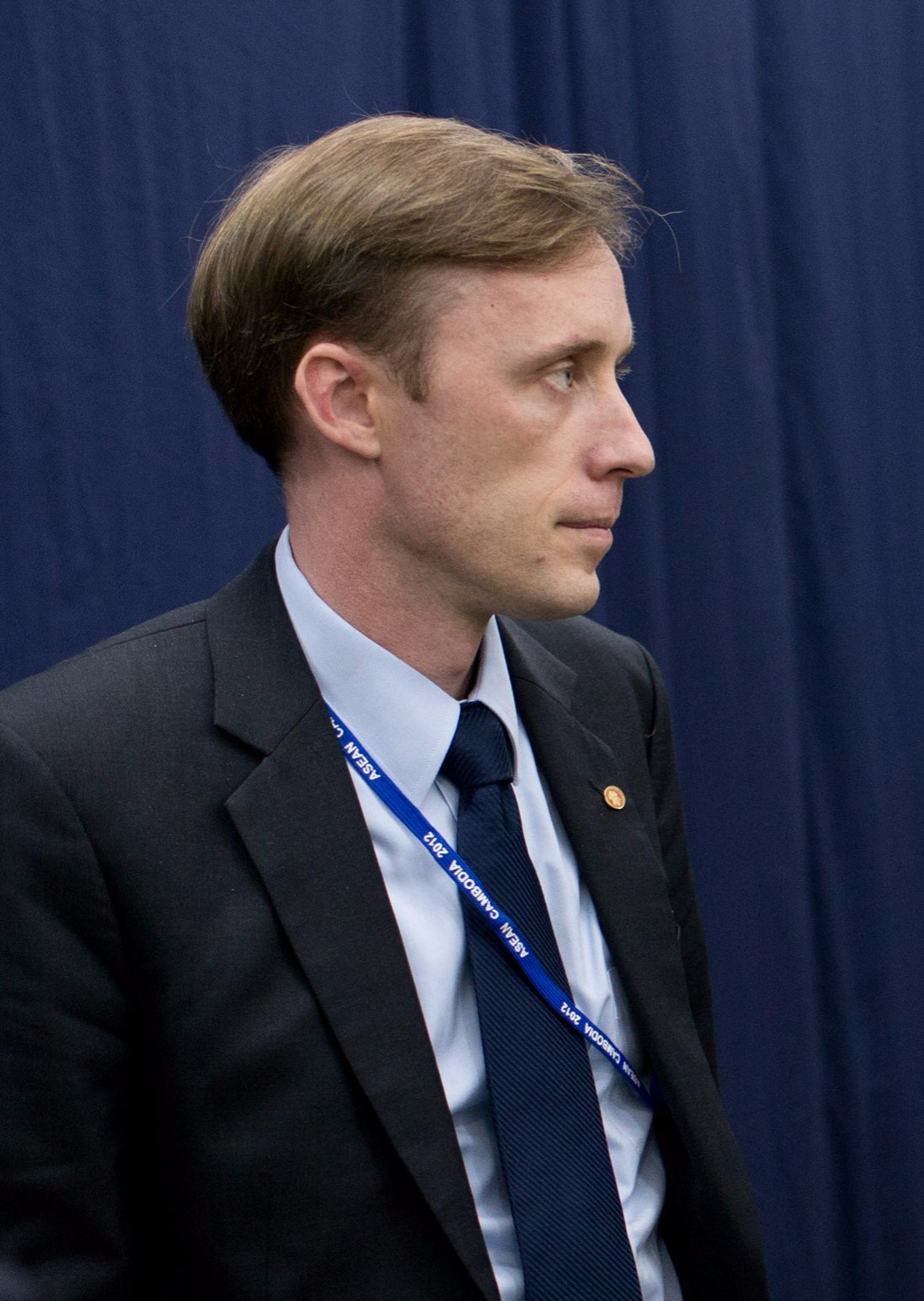
제이크 설리번

제이크 설리번(Jake Sullivan, 1976년, 벌링턴 (버몬트주)-)은 미국의 외교관이자 바이든 행정부의 국가안보보좌관이다.

## 생애
예일 대학교에서 정치학 학사학위를 취득하고, 예일 로스쿨을 졸업했다. 로스쿨에서는 로 리뷰인 예일 로 저널 편집장을 지냈다.
2000년 예일대 로스쿨 재학 시절엔 토론 서클에서 활동하며 세계토론대회에서 준우승을 차지하였다.
2009년, 힐러리 클린턴이 국무장관으로 취임하자 35세의 설리번을 정책기획국장으로 임명해 정책 조율 업무를 맡겼다. 설리번을 주목하는 이유는 여러 면에서 클린턴과 닮은 게 많기 때문이다. 설리번은 명문 예일대 로스쿨 출신 변호사로 클린턴의 직계 후배다. 거액 연봉이 보장된 워싱턴 K스트리트나 월가 대형 로펌을 놔두고 공공 부문에서 승부를 건 것도 클린턴과 닮았다.
1976년 11월 28일 생 설리번은 미국 나이로 43세로 1950년대 드와이트 D. 아이젠하워 행정부 이후 가장 젊은 국가안보보좌관이다. 젊은 나이에도 설리번이 외교·국방 정책을 결정하는 국가안전보장회의(NSC)를 이끄는 중직을 맡은 것은 외교정책 분야 '수재'로 꼽히기 때문이다. 설리번은 예일대학을 졸업, 로즈 장학생으로 영국 옥스퍼드대학에서 석사 학위를 받았다.
이름이 Jacob Jeremiah Sullivan 인데, 인구 4만명인 벌링턴 (버몬트주)에서 태어났다. 벌링턴에는 en:Little Jerusalem (Burlington, Vermont)이라는 역사적으로 중요한 유태인 구역이 있다. 유태인으로 추정된다. 조 바이든 대통령이 함께 임명한 앤터니 블링컨 국무장관도 유태인이다.